# La Quintana (Santa Pau)
La Quintana és una masia fortificada als afores de Santa Pau (la Garrotxa) al costat de la carretera comarcal d'Olot a Banyoles per Mieres. És una casa de planta rectangular amb la incorporació d'una torre a la façana sud; disposa de planta baixa i dos pisos superiors. Va ser construïda amb un barreig d'estils des del gòtic i romànic a la incorporació d'elements militars o de defensa. La façana principal té una terrassa avençada damunt d'una porxada. Les obertures són de punt rodó i altres apuntats, emmarcades per rajols. Disposa d'un gran teulat a dues aigües amb les vessants vers les façanes laterals.
Cal destacar la torre situada a la façana sud, de planta i dos pisos superiors amb teulat pla i matacà corregut. A la segona meitat del segle xix s'edificaren nombrosos edificis dins un ampli marc d'eclecticisme, tant a Olot com a la comarca; seran edificis d'esbarjo, com la Plaça de Braus d'Olot, nombroses esglésies i capelles, com la de la Casa Batlló al Carrer de Sant Rafael i d'altres d'iniciativa privada, com aquesta. A la Vall de Santa Pau no és corrent trobar edificis amb un marcat accent eclèctic.